# Den giriga
Den giriga (engelska: Greed) är en amerikansk stumfilm från 1924 av regissören Erich von Stroheim. Filmen är baserad på romanen McTeague av Frank Norris från 1899.
Den giriga är ett av de mest kända exemplen på kampen mellan konst och kommers inom filmindustrin. Regissören von Stroheims ursprungliga nio timmar långa version av filmen klipptes mot hans vilja ned av studion till lite över två timmar.
Även i sin nedklippta form blev filmen en klassiker och 1952 och 1962 utsågs den till en av tidernas tio bästa filmer av Sight & Sound. Den giriga valdes 1991 ut av USA:s kongressbibliotek för att bevaras i National Film Registry.

## Handling
McTeague är en tandläkare bosatt i San Francisco, han gifter sig med Trina, en sparsam kvinna som har vunnit 5 000 dollar på ett lotteri. Hon sätter in pengarna på banken och genom att snåla och spara samlar hon på sig en stor del av pengarna hennes make tjänar. En av Trinas före detta friare, Marcus Schouler, upptäcker att McTeague inte har någon tandläkarlicens och anmäler honom vilket gör att han förlorar sin verksamhet. McTeague tjänar dåligt som diversearbetare och han och Trina lever under allt mer eländiga förhållanden. Trina fortsätter att spara pengar tvångsmässigt och McTeague blir alltmer besatt av vetskapen att de har pengar tills han till slut dödar Trina och flyr med pengarna. Han flyr till Death Valley och Marcus förföljer honom. När han till slut hinner ikapp McTeague slåss de och McTeague dödar Marcus, men han är handfängslad till honom och klarar inte av att hitta nyckeln och dör därför av törst.

## Medverkande
| ZaSu Pitts      | – Katrina "Trina" Sieppe                    |
| Gibson Gowland  | – John "Mac" McTeague                       |
| Jean Hersholt   | – Marcus Schouler, Trinas kusin och fästman |
| Dale Fuller     | – Maria Miranda Macapa, skurkäring          |
| Tempe Piggott   | – McTeagues mor                             |
| Sylvia Ashton   | – Mrs. Sieppe, Trinas mor                   |
| Chester Conklin | – Mr. Hans Sieppe, Trinas far               |
| Joan Standing   | – Selina, Trinas kusin                      |

## Om filmen

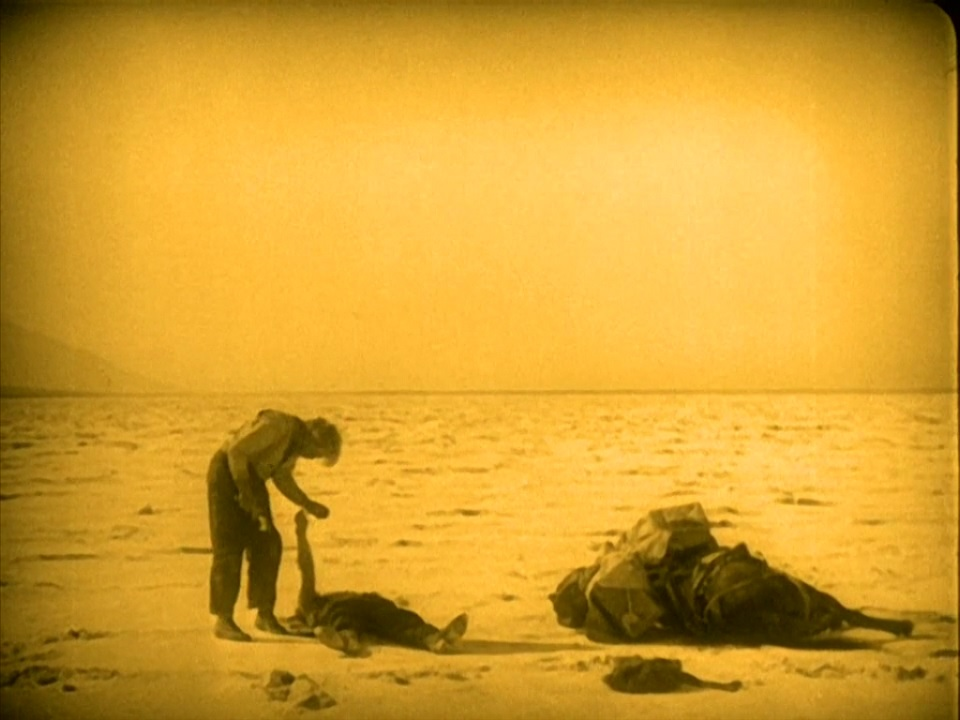
Scen från Death Valley

Inspelningen av Den giriga varade i 198 dagar och avslutades i oktober 1923. Den skedde till största delen på de platser som beskrivs i romanen. Scenerna från McTeagues barndom filmades i samma gruva som Norris skrev om, den återöppnades speciellt för filminspelningen. En stor del av filmen spelades in i San Francisco, där von Stroheim bland annat tog över ett helt kvarter i syfte att spela in interiörscener. Exempelvis är scenerna som utspelar sig på McTeagues tandläkarmottagning filmade på ett kontor i en riktig kontorsbyggnad istället för i en studio. Scenerna som utspelades i Death Valley visade sig bli särskilt jobbiga för både skådespelare och filmteam. Kameramännen var tvungna att lägga blöta handdukar över kamerorna för att hindra filmen från att smälta. Under filmandet av slagsmålsscenen ska von Stroheim ha skrikit åt skådespelarna att de skulle försöka hata varandra lika mycket som de hatade honom.
När inspelningarna var över hade von Stroheim fyra dagar film, efter fyra månaders klippningsarbete hade han en mer än nio timmar lång första version som förhandsvisades för cheferna på MGM. Han ville helst att den skulle visas i sin helhet men föreslog också att den skulle kunna visas i två fyra timmar långa delar. De sade nej till båda alternativen och när von Stroheim själv klippt ner filmen till en femtimmarsversion och inte klarade av att ta bort mer, gav han istället filmen till sin vän Rex Ingram som klippte ner den till en tre timmar lång version. Inte heller denna version var Irving Thalberg nöjd med utan han lät Joseph Farnham ta bort ytterligare en timme. Den resulterande 140 minuter långa versionen blev den som till slut visades vid premiären i New York den 4 december 1924.

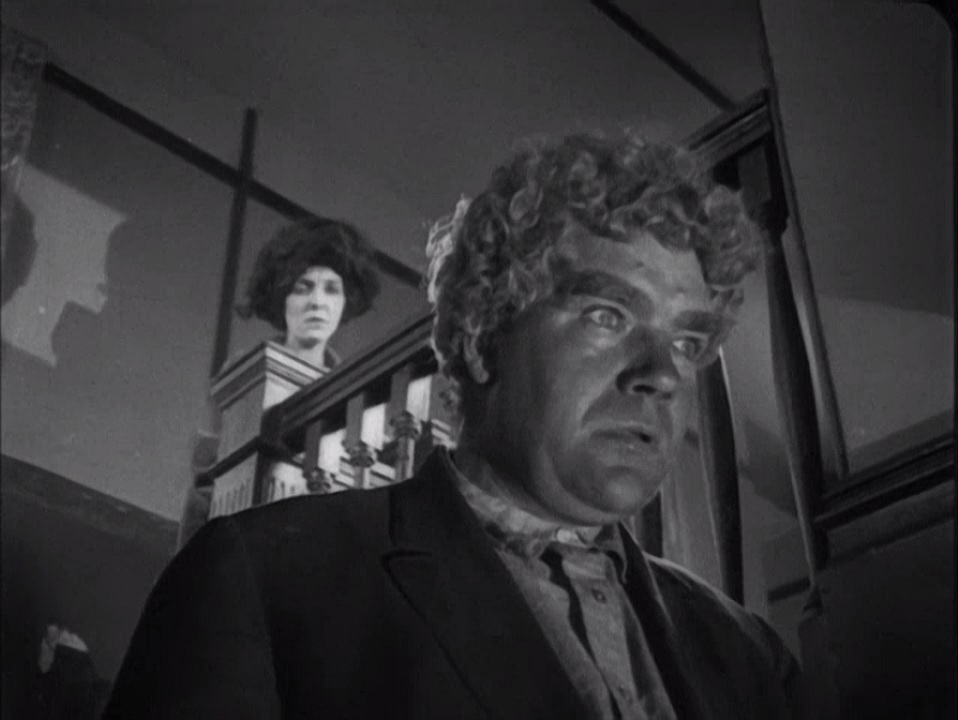
McTeague och Trina

De bortklippta 32 filmrullarna smältes ner för att utvinna silvernitratet från dem. Det gick länge rykten om att den kompletta versionen existerade i MGM:s ägo, men inga fler delar av filmen har hittats. De saknade sju timmarna har blivit något av en helig graal för filmarkivarier.
I samband med filmens 75-årsjubileum sammanställde Rick Schmidlin en fyra timmar lång version med hjälp av ett stort antal stillbilder från inspelningarna och en kopia av von Stroheims 330-sidiga originalmanus. Denna version premiärvisades på filmfestivalen i Telluride i september 1999 och visades sedan på Turner Classic Movies i december 1999.

## Mottagande
Den giriga fick blandade recensioner, bland annat kallade en recensent filmen för den "smutsigaste, uslaste, mest unkna filmen i filmhistorien", en kritiker från Exceptional Photoplays skrev "det var aldrig meningen att det skulle vara en trevlig film... Ingen kan klaga på att ha blivit lurad när han går och ser den."
Mordaunt Hall på The New York Times gav filmen mestadels positiv kritik vad gäller skådespelarinsatserna och regin, han var dock mer negativ vad gäller klippningen och påpekade att producenterna "klippte denna produktion så mycket de vågade för att behålla storyn dramatisk. De ska ha gratulationer för sina ansträngningar och det är bara synd att de inte använde saxarna mer i början."
Varietys recension hyllade von Stroheims konstnärliga vision, men menade ändå att filmen var ett misslyckande då den inte skulle kunna spela in de pengar den kostat att göra.

### Engelska originalcitat
1. ↑  "filthiest, vilest, most putrid picture in the history of the motion picture business"
2. ↑  "it was never intended to be a pleasant picture... Nobody can complain of being decieved when he goes to see it."
3. ↑  "clipped this production as much as they dared and still have a dramatic story. They are to be congratulated on their efforts, and the only pity is that they did not use the scissors more generously in the beginning."